# Seznam splošnih knjižnic v Sloveniji
Seznam splošnih knjižnic v Sloveniji.

## Seznam
| Naselje                     | Ime knjižnice                                    |
| --------------------------- | ------------------------------------------------ |
| Ajdovščina                  | Lavričeva knjižnica Ajdovščina                   |
| Brežice                     | Knjižnica Brežice                                |
| Celje                       | Osrednja knjižnica Celje                         |
| Cerknica                    | Knjižnica Jožeta Udoviča Cerknica                |
| Črnomelj                    | Knjižnica Črnomelj                               |
| Domžale                     | Knjižnica Domžale                                |
| Dravograd                   | Knjižnica Dravograd                              |
| Gornja Radgona              | Občinska knjižnica Gornja Radgona                |
| Grosuplje                   | Mestna knjižnica Grosuplje                       |
| Hrastnik                    | Knjižnica Antona Sovreta Hrastnik                |
| Idrija                      | Mestna knjižnica in čitalnica Idrija             |
| Ilirska Bistrica            | Knjižnica Makse Samsa                            |
| Izola                       | Mestna knjižnica Izola                           |
| Jesenice                    | Občinska knjižnica Jesenice                      |
| Kamnik                      | Knjižnica Franceta Balantiča Kamnik              |
| Kočevje                     | Knjižnica Kočevje                                |
| Koper                       | Osrednja knjižnica Srečka Vilharja Koper         |
| Kranj                       | Mestna knjižnica Kranj                           |
| Krško                       | Valvasorjeva knjižnica Krško                     |
| Laško                       | Knjižnica Laško                                  |
| Lenart v Slovenskih goricah | Matična knjižnica Lenart                         |
| Lendava                     | Knjižnica Lendava                                |
| Litija                      | Knjižnica Litija                                 |
| Ljubljana                   | Narodna in univerzitetna knjižnica               |
| Ljubljana                   | Mestna knjižnica Ljubljana                       |
| Ljutomer                    | Splošna knjižnica Ljutomer                       |
| Logatec                     | Knjižnica Logatec                                |
| Maribor                     | Mariborska knjižnica                             |
| Medvode                     | Knjižnica Medvode                                |
| Metlika                     | Ljudska knjižnica Metlika                        |
| Murska Sobota               | Pokrajinska in študijska knjižnica Murska Sobota |
| Nova Gorica                 | Goriška knjižnica Franceta Bevka                 |
| Novo mesto                  | Knjižnica Mirana Jarca Novo mesto                |
| Ormož                       | Knjižnica Franca Ksavra Meška                    |
| Piran                       | Mestna knjižnica Piran                           |
| Postojna                    | Knjižnica Bena Zupančiča Postojna                |
| Ptuj                        | Knjižnica Ivana Potrča Ptuj                      |
| Radlje ob Dravi             | Knjižnica Radlje ob Dravi                        |
| Radovljica                  | Knjižnica Antona Tomaža Linharta Radovljica      |
| Ravne na Koroškem           | Koroška osrednja knjižnica dr. Franca Sušnika    |
| Rogaška Slatina             | Knjižnica Rogaška Slatina                        |
| Sevnica                     | Knjižnica Sevnica                                |
| Sežana                      | Kosovelova knjižnica Sežana                      |
| Slovenj Gradec              | Knjižnica Ksaverja Meška Slovenj Gradec          |
| Slovenska Bistrica          | Knjižnica Josipa Vošnjaka                        |
| Slovenske Konjice           | Splošna knjižnica Slovenske Konjice              |
| Šentjur                     | Knjižnica Šentjur                                |
| Škofja Loka                 | Knjižnica Ivana Tavčarja Škofja Loka             |
| Šmarje pri Jelšah           | Knjižnica Šmarje pri Jelšah                      |
| Tolmin                      | Knjižnica Cirila Kosmača Tolmin                  |
| Trbovlje                    | Knjižnica Toneta Seliškarja Trbovlje             |
| Trebnje                     | Knjižnica Pavla Golie Trebnje                    |
| Tržič                       | Knjižnica dr. Toneta Pretnarja                   |
| Velenje                     | Knjižnica Velenje                                |
| Vrhnika                     | Cankarjeva knjižnica Vrhnika                     |
| Zagorje ob Savi             | Knjižnica Mileta Klopčiča Zagorje ob Savi        |
| Žalec                       | Medobčinska matična knjižnica Žalec              |